# 235 Carolina
För andra betydelser, se Carolina.
235 Carolina eller 1934 GY är en asteroid i huvudbältet som upptäcktes den 28 november 1883 av den österrikiske astronomen Johann Palisa. Den fick senare namn efter Carolineatollen, eller Millenniumatollen (även Caroline Island), en ögrupp i Polynesien i Stilla havet, som numera tillhör Kiribati.
Carolinas senaste periheliepassage skedde den 12 januari 2019.[Uppdatering behövs] Dess rotationstid har beräknats till 17,61 timmar. Asteroiden har uppmätts till diametern 57,58 kilometer.